# 优酷剧场
优酷剧场是中国大陆网络视频平台优酷于2020年起推出的网上剧场项目，分为生花劇場（原「宠爱剧场」）、悬疑剧场、都市剧场、港剧场及合家欢剧场五个剧场，将题材、风格、类型等相近的电视剧集中到一个剧场播出。其中生花剧场、都市剧场和港剧场为常态剧场，全年上线新剧；另外两个剧场为阶段性剧场，悬疑剧场集中在寒暑期档上线剧集，合家欢剧场主要在春节前后上线剧集。

## 生花剧场
优酷生花剧场，原名宠爱剧场，以甜宠独播剧为主，细分题材包括唯美仙恋、古装传奇、现代偶像、青春治愈、都市甜宠等，但时常也会收录一些题材并不匹配的作品，如《媚者无疆》、《山河令》等。截至2022年的代表剧目包括《馭鮫記之與君初相識·恰似故人歸》、《请叫我总监》、《沉香如屑》等。2024年7月宣布“宠爱剧场”升级为“生花剧场”，主要播出情感类剧集。
- 2024年：《花间令》
- 2024年：《惜花芷》
- 2024年：《墨雨云间》
- 2024年：《度華年》
- 2024年：《半熟男女》
- 2024年：《黑色月光》（同時為「港剧场」剧集）
- 2024年：《春花焰》
- 2024年：《珠帘玉幕》[8]
- 2024年：《蜀锦人家》[9]
- 2025年：《千朵桃花一世开》
- 2025年：《掌心》
- 2025年：《难哄》
- 2025年：《嘘，国王在冬眠》[10]
- 2025年：《以美之名》[11]
- 2025年：《吃饭跑步和恋爱》[12]
- 2025年：《蛮好的人生》[13]
- 2025年：《樱桃琥珀》[14]
- 待定：《献鱼》
- 待定：《亦舞之城》
- 待定：《灼灼韶华风禾起》

## 白夜剧场
优酷2020年推出悬疑剧场，以各类型的悬疑剧为主，与爱奇艺的迷雾剧场竞争。2021年，优酷与作家紫金陈合作，进一步打造悬疑剧场。截至2022年的代表剧目有《庭外》、《胆小鬼》等。2024年4月起，优酷宣布悬疑剧场升级为白夜剧场，宣传标语为“长夜必尽，真相大白”，《微暗之火》成为白夜剧场推出的首部剧集。
- 2020年：《刺》
- 2020年：《失踪人口》
- 2020年：《白色月光》[19]
- 2020年：《我在香港遇见他》
- 2020年：《平行迷途》
- 2020年：《破茧》
- 2020年：《預支未來》
- 2020年：《最初的相遇，最后的别离》
- 2020年：《黑白禁区》
- 2020年：《迷雾追踪》
- 2021年：《玫瑰行者》
- 2021年：《真相》
- 2022年：《重生之门》[20]
- 2022年：《冰雨火》
- 2022年：《庭外》[20]
- 2022年：《胆小鬼》[20]
- 2022年：《回廊亭》
- 2022年：《法醫秦明之讀心者》
- 2022年：《执念如影》
- 2023年：《立功·东北旧事》[21]
- 2023年：《他是谁》
- 2024年：《微暗之火》[18]
- 2024年：《新生》[22]
- 2024年：《破茧2》[23]
- 2024年：《边水往事》
- 2024年：《雪迷宫》
- 2024年：《黑白诀》[24]
- 2024年：《白夜破晓》[25]
- 2025年：《沙尘暴》[26]
- 待定：《旷野之境》[18]
- 待定：《无声的回响》

## 都市剧场
优酷都市剧场主打现代生活剧，截至2022年的代表剧目包括：《女心理师》、《小敏家》、《幸福到万家》等。

## 港剧场
优酷港剧场播放香港电视剧。港剧场的前身始于2013年优酷与TVB的达成战略合作，独家获得全部TVB正版版权。2020年以来，优酷还和TVB、寰亞等香港片方合作制作电视剧，包括《刑侦日记》、《家族荣耀》、《隐娘》等。截至2022年的代表剧目有《飞虎系列》、《家族荣耀》、《黑金风暴》、《使徒行者》等。

## 合家欢剧场
优酷合家欢剧场以春节档剧集为主，截至2022年的代表剧目有《乡村爱情14》等。